# Erich Hermann Bauer
Hermann Erich Bauer (* 26. März 1900 in Berlin; † 4. Februar 1980 in West-Berlin) war ein deutscher NS-Verbrecher, der im Vernichtungslager Sobibor von 1942 bis 1943 an der Vergasung tausender Häftlinge beteiligt war. Das 1950 gegen ihn ausgesprochene Todesurteil wurde später in lebenslange Freiheitsstrafe umgewandelt. Bauer saß die Strafe bis zu seinem Tode 1980 ab.

## Leben
Bauer wurde 1900 als Sohn eines Tapezierers und Dekorateurs in Berlin geboren. Nach der Volksschule begann er eine Ausbildung als Dreher. Seine Gesellenprüfung legte er jedoch nicht ab, da er inzwischen zum Kriegsdienst eingezogen worden war. Bis September 1918 kämpfte er als Soldat in Frankreich und geriet dann in französische Gefangenschaft, aus der er Anfang 1920 entlassen wurde. Danach war er zunächst als ungelernter Arbeiter tätig. Nach einer entsprechenden Ausbildung arbeitete er ab 1923 als Kraftfahrer. Ab 1933 war er als Straßenbahnschaffner bei den Berliner Verkehrsbetrieben angestellt. Im gleichen Jahr trat er der SA bei und hatte dort den Rang eines Scharführers inne. Am 30. August 1937 beantragte er die Aufnahme in die NSDAP und wurde rückwirkend zum 1. Mai desselben Jahres aufgenommen (Mitgliedsnummer 4.578.143).

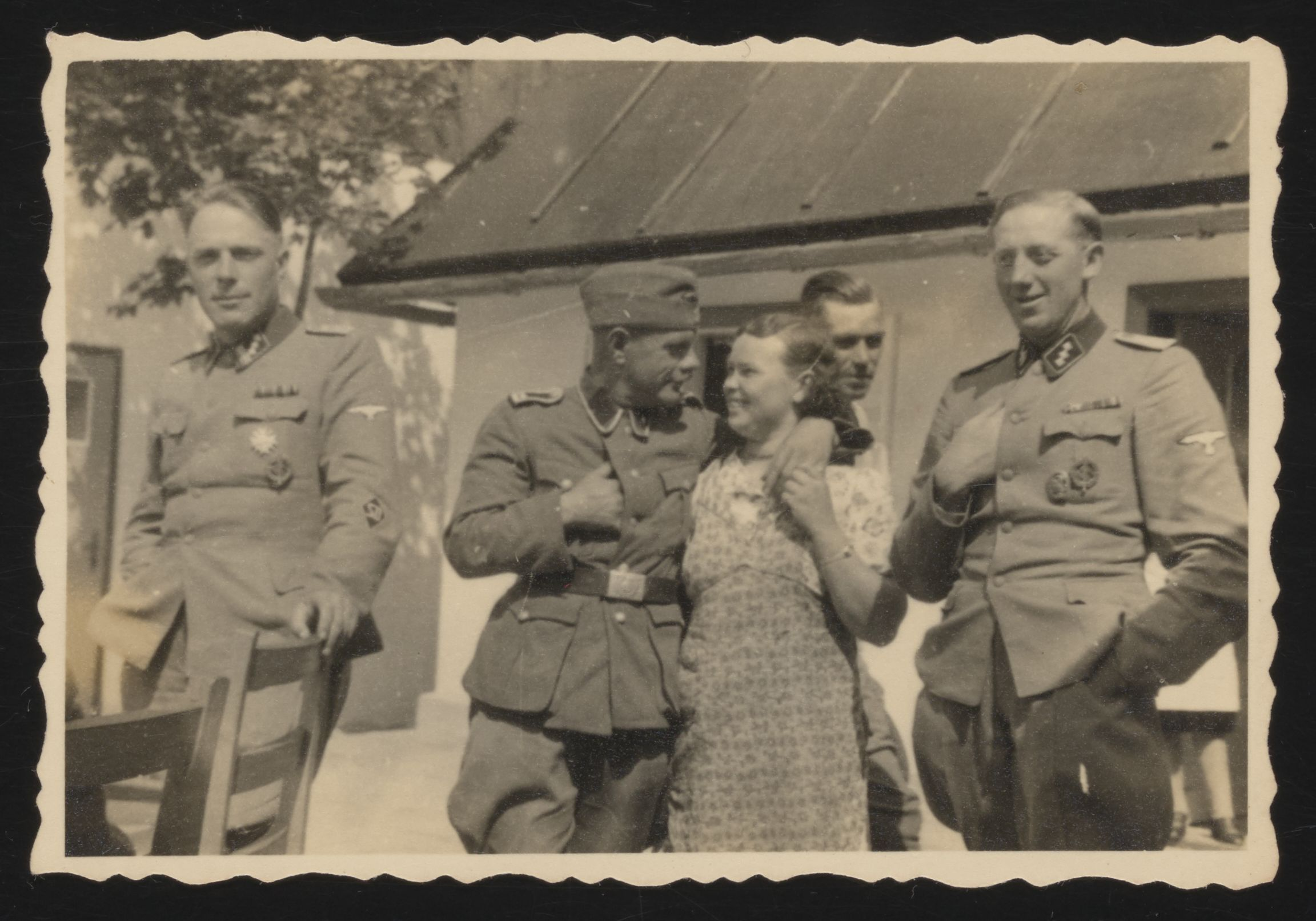
Kommandant Franz Reichleitner (links), Erich Bauer (Mitte, mit Küchenhilfe) und Johann Niemann (rechts) vor dem Kasino im Vernichtungslager Sobibor.

Nach dem Beginn des Zweiten Weltkrieges wurde Bauer zunächst als Kraftfahrer bei der „Aktion T4“ eingesetzt. Nach dem Abbruch der Aktion T4 wurde er Anfang 1942 der Polizei als Oberwachtmeister zugeteilt und nach Lublin im deutsch besetzten Polen abkommandiert. Wenige Tage später kam er zu jenem SS-Kommando, dem das Vernichtungslager Sobibor der „Aktion Reinhard“ unterstand. Dort erhielt er den Dienstgrad eines SS-Oberscharführers. Bauer war unmittelbar an der Vergasung tausender Häftlinge beteiligt. Er kämpfte aktiv mit seiner Waffe gegen die Häftlinge während des Aufstands von Sobibór am 14. Oktober 1943.
Nach Auflösung des Lagers Sobibór kam Bauer im Dezember 1943 zu seiner Polizeieinheit nach Lublin zurück und wurde dann zur „Sonderabteilung Einsatz R“ nach Triest abkommandiert, wo er als Kraftfahrer tätig war. Bei Kriegsende geriet er in Kärnten in amerikanische Kriegsgefangenschaft, aus der er 1946 entlassen wurde. Vor der Entnazifizierungskommission verschwieg er seine Tätigkeit im Lager Sobibór, so dass er zunächst als unbelastet eingestuft wurde. Er wurde jedoch von den ehemaligen Lagerinsassen Samuel Lerer und Estera Raab auf einer Straße in West-Berlin zufällig wiedererkannt. Lerer war nach einem Aufstand aus dem Lager geflohen und bei Kriegsende nach Berlin gekommen. Im August 1949 wurde Bauer verhaftet.
Am 8. Mai 1950 verurteilte das Berliner Landgericht Bauer wegen Verbrechen gegen die Menschlichkeit zum Tode. Die Urteilsbegründung hob Bauers besondere Brutalität hervor. So heißt es: „In diesem Lager übte der Angeklagte sein Schreckensregiment aus und unterließ nichts, um die Häftlinge noch schlimmer zu quälen, als es seine übrigen Kameraden schon taten.“ Das Urteil wurde auf Grundlage des Kontrollratsgesetzes Nr. 10 gesprochen. Zwar war die Todesstrafe in der Bundesrepublik Deutschland mit Inkrafttreten des Grundgesetzes am 23. Mai 1949 abgeschafft worden, West-Berlin gehörte bis 1990 formal jedoch nicht zum Geltungsbereich des Grundgesetzes. In West-Berlin wurde die Todesstrafe erst am 20. Januar 1951 per Gesetz abgeschafft. 1971 wurde das Urteil offiziell in eine lebenslange Freiheitsstrafe umgewandelt. Bauer starb 1980 in der Justizvollzugsanstalt Tegel.